# Аграновский, Алексей Анатольевич
Алексе́й Анато́льевич Аграно́вский (род. 1953) — советский и российский учёный и блюзовый музыкант, доктор биологических наук (МГУ, 1994), профессор МГУ имени М. В. Ломоносова (2004); гитарист, автор песен, основатель и бессменный лидер блюзовой группы «Чёрный хлеб».

## Биография
Родился 23 июня 1953 года в Москве в семье писателя и журналиста Анатолия Абрамовича Аграновского. Внук писателей А. Д. Аграновского и Ф. Г. Каманина, племянник писателя В. А. Аграновского.
Окончил физико-математическую школу № 2 в 1970 году.

### Научная карьера
В 1970—1975 годах учился на Биологическом факультете МГУ имени М. В. Ломоносова. Окончил кафедру биохимии растений, получил диплом биохимика. В 1975—1977 годах работал стажёром-исследователем кафедры вирусологии Биофака МГУ. В 1977—1983 годах был старшим лаборантом той же кафедры. В 1981 году защитил кандидатскую диссертацию по теме «Изучение особенностей концевых структур РНК вируса штриховатой мозаики ячменя».
В 1984—1987 годах работал старшим научным сотрудником-вирусологом Научной фитопатологической лаборатории Минсельхоза СССР в Эфиопии; главный редактор «Ethiopian Phytopathological Committee (EPC) Newsletter» (1985—1986), лектор по вирусологии в университете города Аддис-Абебы.
В 1987—1989 годах был научным сотрудником отдела биохимии вирусов растений Лаборатории им. Белозерского МГУ.
В 1989—1991 годах — старший научный сотрудник того же отдела.
В 1991—1993 годах, при поддержке исследовательской стипендии Фонда имени Александра фон Гумбольдта, работает в Федеральном биологическом центре Германии (Брауншвейг).
В октябре 1993 года возвращается в Россию, работает в должности старшего научного сотрудника отдела биохимии вирусов растений Института имени Белозерского МГУ.
С 1996 года по настоящее время возглавляет сектор молекулярной биологии вирусов кафедры вирусологии Биологического факультета МГУ.
- премия Ленинского комсомола (1982) — за цикл работ «Молекулярная биология РНК-содержащих вирусов и РНК-связывающих белков эукариотических клеток»

### Музыка

#### Dr. Agranovsky. Начало
«Dr. Agranovsky» возник из кухонного блюзового музицирования московских музыкантов. Началась эта история в 1972 году, когда в доме братьев Аграновских собирались молодые люди, которые пели и играли на гитарах.
В квартире на Ломоносовском гостевали знаменитые в узких кругах личности — лингвист, певец и композитор Саша Лерман, игравший тогда в группе «Скоморохи», Миша Гужов, который самостоятельно делал примочки для электрогитары и играл блюзы на девятиструнной цитре XVIII века, Вадим Голутвин, в ту пору один из немногих, если не единственный в Москве, освоивший фолк-рок и кантри на акустике.
Такие квартирные сейшны продолжались в течение 25 лет. В перерывах между ними Доктор играл соло, в том числе три года в Эфиопии и два — в Германии (это была работа по исследовательским контрактам; сценическое прозвище Алексея отражает его действительную учёную степень).

#### Cry Baby.
В 1995 году Алексей Аграновский позвонил своему старому другу Саше Чиненкову (a.k.a. Чиня), трубачу и перкуссионисту, работавшему в «Арсенале», «Воскресении» и «СВ». В то время он играл на блюзовой губной гармонике и немедленно обещал свою поддержку. В конце телефонного разговора Доктор сказал, что было бы не худо пригласить в качестве бас-гитариста общего друга Старуху Изергиля. Тем более что живут они рядом в Измайлово. На следующий день они собрались втроём и записали на пробу 12 вещей (от «I Am A Man» Бо Диддли до «Come Together» Леннона-МакКартни). В конце встречи Старуха сказал, что от него по соседству живёт молодой гитарист, которого можно было бы, в принципе, тоже позвать на игру. Так собрался состав, который дождливой ночью 11 ноября 95-го подъехал к Cry Baby. В нём были — Чиня (ударные, гармоника), Старуха Изергиль (бас), Макс Степанов (первая гитара) и Доктор Аграновский (следующая гитара, вокал). Концерт прошёл с бешеным успехом.

#### «СВ & Dr. Agranovsky»
На втором выступлении группы в клубе Magnifique, когда «Nobody Knows The Way I Feel This Morning» продолжалась уже минут 12, на сцену вышел Вадим Голутвин (экс «Аракс», «Воскресение», «СВ») и сыграл одно из своих искромётных соло. И остался, найдя компромисс между любовью к живому блюзу и отвращением к сцене. Позднее в концертах неизменно участвовал ещё один музыкант из «СВ», клавишник Сергей Нефедов, и группа до своего полураспада (летом 97-го года) выступала под названием «СВ & Dr. Agranovsky». Звук на сцене ставили многоопытный звукорежиссёр студии Ленкома Валера Андреев (ныне покойный) и Рома Ивановский; это была неизменно безукоризненная работа.

#### Рэттлснейк Энни
В 1995 году Доктор Аграновский опубликовал в журнале «Записки Академии Наук Соединённых Штатов Америки» (vol. 92, рр. 2470—2473) статью, где описывался вирус, напоминающий под микроскопом гремучую змею (Rattlesnake). Эту статью автор послал по почте в город Мартин, штат Теннеси, певице кантри и блюза Рэттлснейк Энни (Rattlesnake Annie), которая произвела на него сильное впечатление исполнением «Blue Flame Cafe» в известном кинофильме «The Other Side Of Nashville». Переписка Доктора и Гремучей Змеи прервалась в мае 1997 года, когда последняя прилетела в Москву и дала несколько концертов, поддержанных «СВ & Dr. Agranovsky». Перед отъездом на родину Рэттлснейк Энни спела «Summertime» в джазово-блюзовом джеме на программе «А» (с участием Голутвина и Доктора).
Достоинства и недостатки «СВ & Dr. Agranovsky» заключались в том, что они были джемовым составом, инструменталисты которого были постоянно заняты в других проектах. Некоторая сырость исполнения даже нравилась слушателям, поскольку её оборотной стороной были наигранность номеров и внутренняя свобода. Совершенно непохожие гитаристы, Голутвин и Степанов, умудрялись находить консенсус между своими партиями. Группа исполняла классику блюза, но не снимая партии, а скорее вспоминая настроение (причём «Bring It On Home» возвращался не к знаменитой версии со второго диска Лед Зеппелин, а к оригиналу Сонни Бой Виллиамсона), и собственные аранжировки классики («Crossroads» и «Hellhound on My Trail» Роберта Джонсона, «Nobody Knows…» Роберта Кокса), и как бы не блюз, сделанный в блюзовом духе («Come Together»). Были написаны и несколько оригинальных номеров («Out Of Work Boogie» и «Six-Bits-Blues» на стихи легендарного американского поэта Лэнгстона Хьюза. Это не была, конечно, беспримесная негритянская музыка, но вокал, его фразировка и фрезеровка — стояли совсем близко к чёрному блюзу (цитата из Рэттлснейк Энни: «Alex, you sing like black»).
Записей этой группы не сохранилось. По-видимому, музыканты придерживались экологического принципа не засорения эфира, подразумевающего тишину после выступлений. Правда, уже в процессе распада группа сделала один удачный гиг — выступление в «Часе Совы», где были блюзы (музыка впервые за всю деятельность программы исполнялась вживую) и свободное интервью. На съёмках играли: Макс, Старуха и сессионный ударник Илья Берестнёв. Говорил и показывал Алексей Аграновский.

#### Роковые Яйца
- 1997-1998

Новый состав был образован Старухой Изергилем, Алексеем Аграновским и Максом Степановым; затем к ним присоединился ударник Юрий Титов (ранее игравшем в СВ и других коллективах Москвы). После шести месяцев репетиций на квартире Старухи в Измайлово они начали выступать в московских клубах с программой, где были аранжировки Битлз, Хендрикса и пара блюзов из старой программы. Концепция музыки поменялась полностью; вернее, раньше её не было, а тут появилась. С течением времени трио Титов — Антонов — Степанов составило весьма своеобразную хард группу, которая стала называться «Роковые Яйца». Доктор, и присоединившаяся несколько позднее певица Аня Салминг (исполнявшая вещи Дженис Джоплин и Лед Зеппелин), были чем-то вроде солирующих электронов вокруг этого твёрдого ядра.

#### Чёрный Хлеб
Аграновский создал собственную блюзовую группу «Чёрный хлеб». Первое выступление состоялось 26 декабря 1998 года. В основу репертуара были положены аранжировки блюзов и спиричуэл, по большей части — редких или забытых, и собственные вещи на русском и английском языке. Музыка этой группы идёт от корней; она камерная, без электрической агрессии, но с чёткой и естественной ритмической раскачкой — в стилистике дымного блюз-бара старых времён. Впрочем, эти особенности не помешали «Чёрному Хлебу» проводить выступления в больших залах Московского университета весной 1999 года.
Состав группы (1999): Доктор Аграновский — вокал, акустическая гитара и электрогитара; Илья Лушников (ранее играл в джазовых коллективах Хабаровска «Brevis» и «Лушников-квартет») — клавишные; Кирилл Яковлев (группы «Их Нет»; «Тупые»; «Scratch’n’Sniff»; «Brothers and Sisters») — ударные; Сергей Кузнецов — бас-гитара; Дмитрий «Рейк» Лузгин — губная гармоника и электрогитара. В первом составе «Чёрного хлеба» на бас-гитаре играл Валерий Серёгин («Удачное приобретение», «Серебряный рубль»).
За последующие три года в жизни группы произошло много событий. Менялась жизнь, менялись музыканты. Илья Лушников уехал в Хабаровск. В группу пришёл молодой гитарист из Мурманска Евгений Немов и клавишник Михаил Ольшаницкий. Вернулся с серьёзными намерениями Валерий Серёгин. За ударную установку сел Андрей Лобанов, затем его сменил Игорь Карташёв. Когда последний перешёл на работу в ансамбль Филиппа Киркорова, его заменил Николай Балакирев («СерьГа»).
В 2001 году вышел первый диск «Чёрного хлеба» под названием «Тик». Запись была сделана на студии MMS. В него вошли 12 композиций. В записи принимали участие 15 человек. Следует отметить участие таких сессионных музыкантов, как Ия Моцкобилли, Лёша Бирюков, Борис Булкин, Михаил Владимиров Jr., Юрий Каверкин, Владимир Кожекин, Алексей Коломейцев, Александр Новосёлов и Сергей Рыженко.

#### The Blues Spinners
Трио «The Blues Spinners» возникло в 2001 году. В его состав вошли Аграновский (гитара, вокал), Немов (гитара) и Александр Братецкий (гармоника). «Этот маленький и подвижный коллектив — alter ego полноразмерного блюз-бэнда. Функции ударных и баса перекладываются на акустическую гитару и электрогитару. Гармоника Братецкого, с её плотным нагруженным звуком, играет поддержки и „заливки“, выполняя функции то клавишных, то перкуссии. Инструменты поочерёдно переключаются на соло. Пока голос ведёт свой рассказ, в музыку вплетаются железнодорожные звуки, изображаемые гармоникой и гитарой» (цитата из рекламного проспекта).
The Blues Spinners выступали в прямых радиоэфирах «Эхо Москвы», принимали участие в фестивале «Дельта Невы» в 2001 году.
Помимо клубной работы в формате трио, «The Blues Spinners» занялись поддержкой регулярных джем-сейшнов в московском клубе «Второй этаж» (с сентября 2001 до апреля 2002). К ним присоединился московский гитарист-ветеран Валерий Гелюта. Состав ритм-секции часто менялся. Самый сильный движок составляли Александр Половинкин (ударные) и Сергей Кузнецов (бас). «Большой электрический» состав Spinners сложился на основе интенсивных репетиций и концертов «DAS Ist Fantastisch», проходивших в Доме аспиранта МГУ (ДАС), а также московских и гастрольных гигов (Ульяновск, Петербург, Сургут). Некоторое время Spinners существовали параллельно и как акустическое трио, и как электрический блюзовый состав. Со «Второго этажа» джемы переехали в клуб «Expat» (2002), а затем в «Вудсток».

#### Bluezoology. Распад The Blues Spinners
The Blues Spinners, вместе с Юрием Каверкиным и Владимиром Фроловым, провели серию открытых джемов Bluezoology, посвящённых защите уссурийских тигров, амурских леопардов и морских черепах. Эти акции (BLUEZOOLOGY Vol. I, II, III) проходили в детском театре «Тик-Так» при Московском зоопарке.
К концу 2004 года музыканты занялись разными проектами. The Blues Spinners стали собираться исключительно в качестве хаус-бэнда клубных джемов, и вскоре их пути разошлись.

#### Чёрный Хлеб. Продолжение
«Чёрный хлеб» и Доктор Аграновский продолжали существовать вместе — вне зависимости от поворотов судьбы Spinners’ов. В 2004 году в состав группы входили Аграновский, Ольшаницкий, Серёгин и Балакирев. Репертуар менялся и дополнялся. В нём появились новые аранжировки блюзов и госпел, в том числе и распевы на три и четыре голоса.

#### Voxstock
В 2004 году Доктор получил приглашение от белградского харпера Пера Джо, который до этого бывал в Москве и джемовал с «Чёрным хлебом», принять участие в блюзовом фестивале Voxstock-2004 (26 июня, Белград). По приезде была отрепетирована 50-минутная программа с Pera Joe Blues Band. Выступление, поддержанное блюзовыми звёздами Сербии — слайд-гитаристом Владаном Станошевичем и Пера Джо собственной персоной, было тепло принято слушателями. Публика, собравшаяся на горе Кошутняк в Белграде, с 6 вечера до 4 утра внимала солистам и группам из Англии, Италии, Австрии, Венгрии, Сербии и, стало быть, России.
Осенью 2004 года к группе «Чёрный хлеб» присоединился гитарист Omar Esteban Itcovici, ранее выступавший с Albert King Tribute Band (Буэнос-Айрес) и прошедший школу чикагского блюза. В марте 2005 «Чёрный Хлеб» проводит совместный концерт с Пера Джо и Владаном Станошевичем в московском Центральном Доме Художника, который снимают и записывают. В конце года выходит DVD «Two For The Show, Vol.I». Это второй альбом Хлеба.

#### Чикаго в Москве
В сентябре 2005 года Доктор и Омар приглашают в Россию чикагского блюзмена Джона Праймера. «Чёрный Хлеб» выступает в качестве открывающего состава для Праймера и его бэнда в ЦДХ. Вместе с «Хлебом» выступают гитарист Игорь Бойко и харпер Саша Братецкий. Это лучшее выступление года для группы. Аграновский и Братецкий, вместе с праймеровским бэндом (Омар — гитара, Патрицио Раффо — ударные, Мауро Диана — бас), открывают выступление Джона в клубе «Кэрролл» в Рязани. Общение с Праймером, его истории про старые времена, про клуб «Тереза Лонж», про Мадди Уотерса, Вилли Диксона, Мэджика Слима были драгоценным впечатлением для московских блюзменов. Праймер тоже остался доволен поездкой, судя по записи в гостевой книге. В феврале 2006 Омар и Доктор организуют московские гастроли ещё одного чикагского гитариста, Джеймса Уилера. В том же месяце в гости к «Хлебу» приезжает бостонский харпер и певец Кит Данн. Они проводят вместе несколько выступлений (на фестивале «Пустые Холмы», в клубах Московский Дом Блюза «B.B. King» и «Дом у дороги»). За ними в Москву последовали чикагцы Льюри Белл (Lurrie Bell, апрель 2006), Боб Строджер (Bob Stroger, сентябрь 2006) и Эдди С. Кемпбелл (Eddie C. Campbell, декабрь 2006). Таким образом делает несколько оборотов программа «ЧИКАГО В МОСКВЕ», цель которой проста — представить российским слушателям чёрный блюз, как он есть.

## Научные публикации
Алексей Аграновский является автором и соавтором многих научных публикаций:
- 1. Agranovsky, A.A., Dolja, V.V., Kavsan, V.M., and Atabekov, J.G. (1978). Detection of polyadenylate sequences in RNA components of barley stripe mosaic virus (BSMV). Virology 91, 95-105.
- 2. Agranovsky, A.A., Dolja, V.V., Kagramanova, V.K., and Atabekov, J.G. (1979). The presence of a cap structure at the 5'-end of BSMV RNA. Virology 95, 208—210.
- 3. Negruk, V.I., Agranovsky, A.A., Skryabin, K.G., and Atabekov, J.G. (1979). Size determination of poly(A) sequences in barley stripe mosaic virus RNA. Analytical Biochemistry 99, 450—453.
- 4. Agranovsky, A.A., Dolja, V.V., Gorbulev, V.G., Kozlov, Y.V., and Atabekov, J.G. (1981). Aminoacylation of barley stripe mosaic virus RNA: polyadenylate-containing RNA has a 3'-terminal tyrosine-accepting structure. Virology 113, 174—187.
- 5. Аграновский, А. А., Доля, В. В. и Атабеков, И. Г. (1981). Аминоацилирование компонентов вирионной РНК вируса штриховатой мозаики ячменя. Биологические Науки 16, 160—169.
- 6. Морозов, С. Ю., Горбулев, В. Г., Новиков, В. К., Аграновский, А. А., Козлов, Ю. В., Атабеков, И. Г. и Баев, A.A. (1981). Первичная структура 5'- и 3'-концевых районов РНК X-вируса картофеля. Доклады Академии Наук СССР 259, 723—725.
- 7. Agranovsky, A.A., Dolja, V.V., and Atabekov, J.G. (1982). Structure of the 3'-extremity of barley stripe mosaic virus RNA: evidence for internal poly(A) and a 3'-terminal tRNA-like structure. Virology 119, 51-58.
- 8. Taliansky, M.E., Kaplan, I.B., Yarvekulg, L.V., Atabekova, T.I., Agranovsky, A.A, and Atabekov, J.G. (1982). A study of TMV ts-mutant Ni2519. V. Temperature- sensitive behavior of Ni2519 RNA upon reassembly. Virology 118, 309—316.
- 9. Каплан, И. Б., Тальянский, М. Э., Аграновский, А. А. и Атабеков, И. Г. (1982). Локализация сайтов инициации реконструкции в молекуле РНК мутанта ВТМ Ni2519. Молекулярная Биология 16, 160—169.
- 10. Dolja, V.V., Agranovsky, A.A., Lunina, N.A., and Atabekov, J.G. (1983). Short virion RNA in barley stripe mosaic virus. FEBS Letters 151, 215—218.
- 11. Agranovsky, A.A., Dolja, V.V., and Atabekov, J.G. (1983). Differences in polyadenylate length between individual barley stripe mosaic virus RNA species. Virology 129, 344—349.
- 12. Kozlov, Y.V., Rupasov, V.V., Adyshev, V.D., Belgelarskaya, S.N., Agranovsky, A.A., Mankin, A.S., Morozov, S.Y., Dolja, V.V., and Atabekov, J.G. (1984). Nucleotide sequence of the 3'-terminal tRNA-like structure in barley stripe mosaic virus genome. Nucleic Acids Research 12, 4001-4009.
- 13. Доля, В. В. и Аграновский, А. А. (1984). Структура генома гордеивирусов. Успехи Биологической Химии 25, 140—145.
- 14. Agranovsky, A.A., Dolja, V.V., and Atabekov, J.G. (1986). Poly(A) content in RNA of the progeny of poly(A) and poly(A) RNA of barley stripe mosaic virus. Arch. Phytopathol. und Pflanzenshutz (Berlin) 22, 435—440.
- 15. Agranovsky, A.A., and Bedasso Jabessa (1985). Identification of two potyviruses infecting pepper and onion in Ambo region. Ethiopian Phytopathological Committee Newsletter 22, 6-9.
- 16. Agranovsky, A.A., and Mitiku Tesso (1986). Further characterization of some virus isolates infecting peppers in Ethiopia. Ethiopian Phytopathological Committee Newsletter 30, 9-19.
- 17. Agranovsky, A.A., and Bedasso Jabessa (1986). Identification of viruses infecting haricot bean and soybean. Scientific Phytopathological Laboratory Progress Report for 1985/86, pp. 177—180, 200—212.
- 18. Agranovsky, A.A., and Anisimov, B.V. (1986). Virus diseases of tomato in Ethiopia. Acta Horticulturae 190, 115—119.
- 19. Karasev, A.V., Agranovsky, A.A., Rogov, V.V., Miroshnichenko, N.A., Dolja, V.V., and Atabekov, J.G. (1989). Virion RNA of beet yellows closterovirus, cell-free translation and some properties. Journal of General Virology 70, 241—245.
- 20. Dolja, V.V., Karasev, A.V., and Agranovsky, A.A. (1990). Organization of beet yellows closterovirus genome. In New Aspects of Positive-Strand RNA Viruses, pp. 31-35, edited by M.Brinton and F.Heinz. Washigton, D.C., American Society for Microbiology.
- 21. Agranovsky, A.A., Boyko, V.P., Karasev, A.V., Lunina, N.A., Koonin, E.V., and Dolja, V.V. (1991). Nucleotide sequence of the 3'-terminal half of beet yellows closterovirus RNA genome: unique arrangement of eight virus genes. Journal of General Virology 72, 15-23.
- 22. Agranovsky, A.A., Boyko, V.P., Karasev, A.V., Koonin, E.V., and Dolja, V.V. (1991). The putative 65K protein of beet yellows closterovirus is a homologue of HSP70 heat shock proteins. Journal of Molecular Biology 217, 603—610.
- 23. Dolja, V.V., Boyko, V.P., Agranovsky, A.A., and Koonin, E.V. (1991). Phylogeny of capsid proteins of rod-shaped and filamentous RNA plant viruses: two families with distinct patterns of sequence and probably structure conservation. Virology 184, 79-86.
- 24. Agranovsky, A.A. (1992). Exogenous primer-independent cDNA synthesis with commercial reverse transcriptase preparations on plant virus RNA templates. Analytical Biochemistry 203, 163—165.
- 25. Agranovsky, A.A., Karasev, A.V., Novikov, V.K., Lunina, N.A., Loginov, S., and Tyulkina, L.G. (1992). Poa semilatent virus, a hordeivirus having no internal polydisperse poly(A) in the 3' non-coding region of the RNA genome. Journal of General Virology 73, 2085—2092.
- 26. Boyko, V.P., Karasev, A.V., Agranovsky, A.A., Koonin, E.V., and Dolja, V.V. (1992). Coat protein gene duplication in a filamentous RNA virus of plants. Proc. Natl. Acad. Sci. USA 89, 9156-9160.
- 27. Rogov, V.V., Karasev, A.A., and Agranovsky, A.A. (1993). Purification and some properties of an isolate of beet yellows virus from Ukraine. Journal of Phytopathology 137, 79-88.
- 28. Agranovsky, A.A. (1993). Virus diseases of pepper (Capsicum annum L.) in Ethiopia. Journal of Phytopathology 138, 89-97.
- 29. Agranovsky, A.A., Koonin, E.V., Boyko, V.P., Maiss, E., Froetschl, R., Lunina, and Atabekov, J.G. (1994). Beet yellows closterovirus: complete genome structure and identification of a leader papain-like thiol protease. Virology 198, 311—324.
- 30. Agranovsky, A.A., Koenig, R., Maiss, E., Boyko, V.P., Casper, R., and Atabekov, J.G. (1994). Expression of the beet yellows closterovirus capsid protein and p24, a capsid protein homologue, in vitro and in vivo. Journal of General Virology 75, 1431—1439.
- 31. Dorokhov, Yu.L., Ivanov, P.A., Novikov, V.K., Agranovsky, A.A., Morozov, S.Yu., Efimov, V.A., Casper, R., and Atabekov, J.G. (1994). Complete nucleotide sequence and genome organization of a tobamovirus infecting cruciferae plants. FEBS Letters 350, 5-8.
- 32. Никифорова, С. Ю., Аграновский, А. А. и Атабеков, И. Г. (1995). Экспрессия в бактериях и некоторые свойства р65, гомолога клеточных белков теплового шока HSP70, закодированного в РНК геноме клостеровируса желтухи свеклы. Доклады Академии Наук 340, 416—418.
- 29. Agranovsky, A.A., Koonin, E.V., Boyko, V.P., Maiss, E., Froetschl, R., Lunina, and Atabekov, J.G. (1994). Beet yellows closterovirus: complete genome structure and identification of a leader papain-like thiol protease. Virology 198, 311—324.
- 33. Agranovsky, A.A., Lesemann, D.E., Maiss, E., Hull, R. and Atabekov, J.G.(1995). «Rattlesnake» structure of a filamentous plant RNA virus built of two capsid proteins. Proc. Natl. Acad. Sci. USA 92, 2470—2473.
- 34. Аграновский, А. А. (1995). Структура и экспрессия РНК геномов клостеровирусов. Мол. Биология 29, No6, 1265—1285 (Mol. Biol. 29, 751—764).
- 35. Agranovsky, A.A. (1996). Principles of molecular organization, expression and evolution of closteroviruses: Over the barriers. Adv. Virus Res. 47, 119—158.
- 36. Solovyev, A.G., Savenkov, E.I., Agranovsky, A.A., and Morozov, S.Yu. (1996). Comparisons of the genomic cis-elements and coding regions in RNAb components of the hordeiviruses barley stripe mosaic virus, lychnis ringspot virus, and poa semilatent virus. Virology 219, 9-18.
- 37. Agranovsky, A.A., Folimonova, S.Yu., Folimonov, A.S., Denisenko, O.N., and Zinovkin, R.A. (1997). The beet yellows closterovirus p65 homologue of HSP70 chaperones has ATPase activity associated with its conserved N-terminal domain but does not interact with unfolded protein chains. J. Gen. Virol. 78, 535—542.
- 38. Vitushkina, M.V., Fetchner, B., Agranovsky, A. A., and Jelkmann, W. (1997). Development of an RT-PCR for the detection of little cherry virus and characterization of some isolates occurring in Europe. Eur. J. Plant. Pathol. 103, 803—808.
- 39. Jelkmann, W., Fetchner, B., and Agranovsky, A. A. (1997). Complete genome structure and phylogenetic analysis of little cherry virus, a mealybug-transmissible closterovirus. J. Gen. Virol. 78, 2067—2071.
- 40. Agranovsky, A.A. (1998). Closterovirus papain-like cysteine endopeptidases. In Handbook of Proteolytic Enzymes (A.J. Barrett, N.D. Rawlings and J.F. Woessner, eds), chapter 237, pp. 700—702, Academic Press, New York.
- 41. Agranovsky, A. A., Folimonov, A. S., Folimonova, S. Yu., Morozov, S. Yu., Schiemann, J., Lesemann, D.E., and Atabekov, J. G. (1998). Beet yellows closterovirus HSP70-like protein mediates the cell-to-cell movement of a potexvirus transport-deficient mutant and a hordeivirus-based chimeric virus. J. Gen. Virol. 79, 889—895.
- 42. Зиновкин, Р. А. и Аграновский, А. А. (1998). Обнаружение неструктурного белка р21 клостеровируса желтухи свеклы in vivo с помощью поликлональных антител к белку, экспрессированному в бактериях. Мол. Биол. 32, No 6, 1095—1098.
- 43. Фолимонова, C.Ю., Фолимонов, А. С., Аграновский, А. А. и Атабеков, И. Г. (1998). Идентификация штамма Y-вируса картофеля, вызывающего кольцевой некроз клубней (YBК-NTN), с помощью иммуноспецифической полимеразной цепной реакции (ИС-ПЦР). Вестник РАСХН No 5, 16-18.
- 44. Agranovsky, A.A., and Morozov, S. Yu. (1999). Gene expression in positive strand RNA viruses. In Molecular Biology of Plant Viruses (C.L. Mandahar, ed.), chapter 4, pp. 99-119, Kluwer Academic Publishers:Boston.
- 45. Zinovkin, R.A., Jelkmann, W., and Agranovsky, A.A. (1999). The minor coat protein of beet yellows closterovirus encapsidates the 5’-terminus of RNA in virions. J. Gen. Virol. 80, 269—272.
- 46. Atabekov, J.G. , Malyshenko, S.I., Morozov, S.Yu., Taliansky, M.E., Solovyev, A.G., Agranovsky, A.A., and Shapka N.A. (1999). Identification and study of tobacco mosaic virus movement function by complementation tests. Phil. Trans. R. Soc. Lond. B 354, 629—635.
- 47. Фолимонова, C.Ю., Приходько, Ю. Н., Аграновский, А. А. и Атабеков, И. Г. (1999). Идентификация вирусов бороздчатости ствола яблони (ASGV) и ямчатости ствола яблони (ASPV) с помощью иммуноспецифической полимеразной цепной реакции (ИС-ПЦР). Вестник РАСХН No 1, 13-14.
- 48. Agranovsky, A.A., and Lesemann, D.E. (2000). Beet yellows virus. CMI/AAB Descriptions of Plant Viruses No 377 (http://www.dpvweb.net/dpv/showdpv.php?dpvno=377).
- 49. Erokhina, T.N., Zinovkin, R.A., Vitushkina, M.V., Jelkmann, W., and Agranovsky, A.A. (2000). Detection of beet yellows closterovirus methyltransferase-like and helicase-like proteins in vivo using monoclonal antibodies. J. Gen. Virol. 81, 597—603.
- 50. Erokhina, T.N., Vitushkina, M.V., Zinovkin, R.A., Lesemann, D.E., Jelkmann, W., Koonin, E.V., and Agranovsky, A.A. (2001). Ultrastructural localisation and epitope mapping of beet yellows closterovirus methyltransferase-like and helicase-like proteins. J. Gen. Virol. 82, 1983—1994.
- 51. Zamyatnin, A.A., Solovyev, A.G., Sablina, A.A., Agranovsky, A.A., Katul, L., Vetten, H.J., Schiemann, J., Hinkkanen, A.E., Lehto, K .& Morozov, S.Y. (2002). Dual-colour imaging of membrane protein targeting directed by poa semilatent virus movement protein TGBp3 in plant and mammalian cells. J. Gen. Virol. 83, 651—662.
- 52. Agranovsky, A.A. & Lesemann, D.E. (2002). Closterovirus. In: The Springer Index of Viruses (C.A. Tidona & G. Darai, eds.). Springer-Verlag: Berlin, Heidelberg, New York, pp. 236—243.
- 53. Martelli, G.P., Agranovsky, A.A., Bar-Joseph, M., Boscia, D., Candresse, T., Coutts, R.H.A., Dolja, V.V., Falk, B.W., Gonsalves, D., Jelkmann, W., Karasev, A.V., Minafra, A., Namba, S., Vetten, H.J., Wisler, G.C., Yoshikawa, N. (2002). The family Closteroviridae revised. Arch. Virology 147, 2039—2044.
- 54. Zinovkin, R.A., Erokhina, T.N., Lesemann, D.E., Jelkmann, W. & Agranovsky, A.A. (2003). Processing and subcellular localization of the leader papain-like proteinase of beet yellows closterovirus. J. Gen. Virol. 84, 2265—2270.
- 55. Agranovsky, A.A. (2004). Closterovirus papain-like cysteine proteinases. In Handbook of Proteolytic Enzymes, 2nd Edn (A.J. Barrett, N.D. Rawlings and J.F. Woessner, eds), chapter 400, pp. 1285—1287, Academic Press, New York.
- 56. Тилькунова, Т. Ю., Зиновкин, Р. А., и Аграновский, А. А. (2004). РНК-связывающие свойства белков клостеровируса желтухи свеклы. Молекулярная биология 38, 553—558.

## Дискография
- 2001 — «ТИК». Чёрный хлеб и доктор Аграновский студия MMS
- 2005 — «Two For The Show» Vol. I. Пера Джо, Владан Станошевич и Чёрный хлеб (концерт в ЦДХ) (DVD)
- 2006 — «Alabama». Чёрный хлеб и доктор Аграновский (концертная запись сделана в 2002 году)